# منشآت مقاومة للزلازل

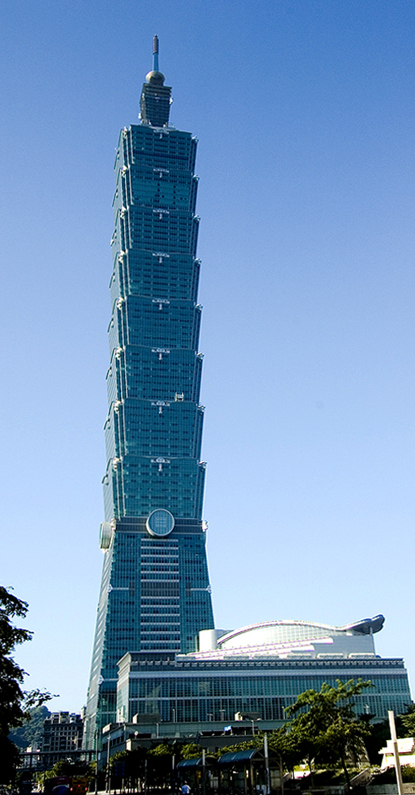

إن الهدف من تصميم المنشآت المقاومة للزلازل أو المنشآت الزلزالية هو حماية المباني بدرجات متفاوتة من الهزات الأرضية. في الوقت الذي لا يمكن لأي منشأة أن تكون فيه مُحصّنة بالقدر الكافي من الأضرار التي قد تخلفها الهزات الأرضية، فإن الهدف من الأبنية المقاومة للزلازل يكمن بتشييد منشآت تبلي بلاءً أفضل من نظيراتها التقليدية أثناء النشاط الزلزالي. وفقًا للقواعد البنائية، فإن الغاية المرجوة من المنشآت المقاومة للزلازل تكمن بالصمود أمام أكبر زلزال يُحتمل حدوثه في موقعها. هذا يعني ضرورة التقليل من الخسائر في الأرواح عن طريق منع انهيار المباني بسبب الزلازل النادرة في حين يجب أن يكون فقدان الأداء الوظيفي محدودًا في المناطق الأكثر تكرارًا للزلازل.
في إطار مكافحة الدمار الزلزالي، لم يكن أمام المعماريين القدامى سوى طريقة واحدة كانت تتجلى ببناء منشآتهم البارزة بحيث تقاوم الزلازل، وغالبًا ما كانوا يحققون ذلك بجعلها صلبة وقوية على نحو مبالغ فيه.
في الوقت الحالي، هناك العديد من فلسفات التصميم في هندسة الزلازل، والتي تُستخدم فيها النتائج التجريبية، والمحاكاة الحاسوبية والملاحظات من الزلازل السابقة سعيًا لتقديم الأداء المطلوب لمقاومة التهديد الزلزالي في المواقع المهمة. تتراوح هذه الخيارات بين تحديد حجم المنشأة بشكل مناسب ليكون صلب ومرن بما فيه الكفاية ليصمد أمام الاهتزازات بقدر مقبول من الأضرار، إلى تزويد المنشآت بقاعدة عزل زلزالي أو استخدام تقنيات التحكم في الاهتزاز الهيكلي للتقليل من تأثير أي قوى أو تشوهات. في حين أن الطريقة الأولى هي الطريقة التي تطبق عادةً في معظم المنشآت المقاومة للزلازل، إلا أن المرافق الهامة، والمنشآت البارزة ومباني التراث الثقافي تستخدم التقنيات الأكثر تطورًا (وكلفةً) في العزل أو التحكم بُغية الصمود أمام الاهتزازات القوية بأقل قدر ممكن من الضرر. من الأمثلة العملية على مثل هذه التطبيقات كاتدرائية سيدة الملائكة (لوس أنجلوس) ومتحف الأكروبول.

## المشاريع والموديلات
تُعرض بعض الموديلات و/أو المشاريع في مجال المنشآت الهندسية المقاومة للزلازل.

### مواد البناء
استنادًا إلى الدراسات التي أُجريت في نيوزيلاند، والتي تتعلق بسلسلة زلازل كرايستشيرش، صُممت الخرسانة مسبقة الصب ورُكبت بالتوافق مع القواعد البنائية الحديثة ذات الأداء الجيد. وفقًا لمعهد بحوث هندسة الزلازل، أظهرت البلاطات مسبقة الصب متانة على نحو جيد إبان الزلزال الذي ضرب أرمينيا، مقارنةً بنظيرتها البلاطات الإطارية مسبقة الصب.

### ملجأ الزلازل
طورت إحدى الشركات الإنشائية اليابانية ملجأً مكعب الشكل بارتفاع ستة أقدام، إذ قُدّم كبديل لمقاومة الزلازل على كامل المبنى.

### اختبار لوحة الاهتزاز المتزامن
يعد اختبار لوحة الاهتزاز المتزامن لنموذجين أو أكثر من نماذج البناء طريقة واضحة، ومقنعة، وفعالة للتحقق من صحة الحلول الهندسية للزلازل بشكل تجريبي.
وبالتالي فإن اثنين من المنازل الخشبية التي بُنيت قبل اعتماد قانون البناء الياباني لعام 1981 نُقلا إلى منصة الاختبار الزلزالي ثلاثية الأبعاد (إي ديفينس) لإجراء الاختبار عليهما (كما في الصور جانبًا). دُعّم المنزل الأيسر بُغية تعزيز مقاومته للزلازل، في حين لم يُدّعم المنزل الأخر. وُضع هذان النموذجان على منصة الاهتزاز (إي ديفينس) واختُبرا معًا في آنٍ واحد.

### اختبار زلزالي لبناء مكون من سبعة طوابق
ضرب زلزال مدمر مجمع سكني من البيوت الخشبية في اليابان. بُثت هذه التجربة على الهواء مباشرةً في 14 يوليو عام 2009، بهدف إلقاء نظرة عميقة حيال كيفية جعل المنشآت الخشبية أقوى وأكثر قدرة على الصمود أمام الزلازل الكبرى.